# The Tomboy's Race
The Tomboy's Race est un film muet américain réalisé par Lucius Henderson et sorti en 1913.

## Fiche technique
- Réalisation : Lucius Henderson
- Genre : Comédie
- Date de sortie : États-Unis : 16 novembre 1913

## Distribution
- Della Martell
- Ernest Joy
- Edward Peil Sr.
- Eugene Pallette